# Pierre Kunde
Pierre Kunde Malong (ur. 26 lipca 1995 w Limbé) – kameruński piłkarz występujący na pozycji pomocnika. Od 2021 roku zawodnik Olympiakos SFP.

## Kariera klubowa
Urodzony w Limbé, Kunde rozpoczął swoją seniorską karierę w roku 2012 w barwach klubu Alcobendas CF. Rok później przeniósł się do Atlético Madryt, gdzie powrócił do grania w rozgrywkach juniorskich. Po jednym sezonie został przesunięty do drużyny B Atlético. Od razu został ważnym graczem drużyny, której jednak nie udało się utrzymać w rozgrywkach Segunda División B.
21 czerwca 2016 roku trafił na wypożyczenie do innego klubu występującego w Tercera División - Extremadura UD. W całym sezonie zdobył aż 11 bramek, co spowodowało, że na kolejny sezon trafił na wypożyczenie do Granada CF, która była spadkowiczem z Primera División. 20 sierpnia 2017 roku zaliczył debiut w profesjonalnych rozgrywkach w zremisowanym 0-0 meczu z Albacete Balompié.
6 czerwca 2018 roku Atlético sprzedało Kunde do niemieckiej drużyny 1. FSV Mainz 05, gdzie podpisał 4-letni kontrakt.
W sezonie 2020/2021 wystąpił zaledwie 6 razy w podstawowym składzie Mainz. Dlatego latem 2021 roku, rok przed wygaśnięciem umowy w Niemczech, został wykupiony przez greckiego giganta Olympiakos SFP.

## Kariera reprezentacyjna
Kunde w 2018 roku zadebiutował w kadrze Kamerunu. Miało to miejsce w towarzyskim meczu przeciwko Burkina Faso. W 2019 roku znalazł się w kadrze na Puchar Narodów Afryki 2019.